# Роудер, Найджел
Найджел Роудер (англ. Nigel Roder, род. 1967), также известный под сценическим псевдонимом Кестер — английский актёр-комик, в 2004 году занял должность «Государственного шута Великобритании».

## Биография
Должность государственного шута в Великобритании до 1649 года занимал Джон Макл, шут короля Карла I, и после казни Карла I должность шута оставалась вакантной на протяжении 350 лет. В 2004 году руководство организации «Английское наследие» пришло к выводу о необходимости замещения этой должности, в связи с чем был объявлен конкурс на должность шута. Текст объявления, размещённого в газете Таймс, содержал требования: «Непременное условие — весёлый нрав и готовность работать в летние уик-энды 2005 года. Кандидаты должны иметь собственный реквизит, включая колокольчики».
Конкурс претендентов на звание шута проходил летом 2004 года на традиционном историческом фестивале в городке Стоунли, графство Уорикшир. По итогам конкурса специальное жюри «Английского наследия» сделало свой выбор в пользу профессионального шута и жонглёра Кестера, подлинное имя которого — Найджел Роудер. Победив в острой борьбе, Кестер заявил: «Теперь я знаю, что я лучший в стране шут, и это вдохновляет на подвиги».
Директор «Английского наследия» Трейси Борман подчеркнул, что новый избранный шут не получит придворной аккредитации и будет работать в течение лета будущего года исключительно на мероприятиях «Английского наследия».
Действия «Английского наследия» вызвали протесты со стороны британской Гильдии шутов, в частности, Гильдия заявила, что «Английское наследие» не вправе распоряжаться титулом Государственного шута, и направила жалобу своим депутатам парламента. После обсуждения в парламенте было принято решение изменить титул Роудера на «Шут Английского наследия».
Найджел Роудер в настоящее время работает по всей Великобритании, как в качестве государственного шута, так и в качестве преподавателя циркового искусства.